# Tumescenza clitorale notturna
La tumescenza clitorale notturna (NCT) è un'erezione spontanea della clitoride nelle donne durante il sonno o durante il risveglio. Simile al processo che avviene nei maschi, durante la tumescenza notturna del pene, anche le donne sperimentano la tumescenza del clitoride o la dilatazione della vagina, soprattutto durante la fase di sonno REM. A questo fenomeno si accompagnano anche dilatazione delle grandi e piccole labbra, nonché un incremento delle contrazioni uterine dovuto a un maggiore afflusso di sangue nei genitali femminili. L'origine e la spiegazione di questi fenomeni non è chiara, ma si ipotizza che sia dovuto alla necessità di attivare il ricircolo sanguigno nelle zone genitali con un maggiore apporto di ossigeno onde evitare danni o patologie agli organi riproduttori.